# Herr Arnes pengar
Herr Arnes pengar är en svensk dramafilm från 1919 i regi av Mauritz Stiller. Filmen bygger på Selma Lagerlöfs Herr Arnes penningar från 1903. I huvudrollerna ses Mary Johnson och Richard Lund. 

## Handling
Kung Johan III som haft skotska legoknektar i sin tjänst upptäcker en sammansvärjning bland dem och sätter deras ledare i fängelse och tvingar resten ut ur landet. Men tre av ledarna, officerarna Sir Archie, Sir Filip och Sir Donald, flyr ur fängelset, förklär sig och försöker undkomma genom att ta sig till Marstrand i Bohuslän, som vid denna tid var en dansk provins. 
På Solberga prästgård äter Herr Arne kvällsvard med allt sitt folk. Herr Arne är rik, men hans rikedom, sägs det vila en förbannelse över då den sägs vara bortrövad från ett kloster. Under måltiden får Herr Arnes hustru en hemsk vision med okända män som slipar långa knivar. 
Om natten klättrar de tre skotska officerarna in i stugan, de mördar herr Arne och alla de finner i stugan, de stjäl kassakistan och tänder slutligen eld på prästgården. Folk i trakten släcker branden i prästgården och finner en överlevande, fosterdottern Elsalill, men mordbrännarna lyckas komma undan. De lyckas ta sig till Marstrand och går nu med sina knektar och väntar på att isen skall gå upp så att de kan fara hem till Skottland. 
Elsalill lär känna den ståtlige Sir Archie, de blir förälskade i varandra och han ber henne följa med honom till Skottland. 
Men Sir Archie plågas av samvetskval och Elsalill råkar höra ett samtal, hon förstår plötsligt att Sir Archie och hans vänner är herr Arnes mördare. Hon anmäler dem, men knektarna lyckas försvara sig, i tumultet skadas Elsalill dödligt, hon står inte ut att slitas mellan sin kärlek till Sir Archie och sin sorg över sin mördade fosterfamilj. Sir Archie tar hennes döda kropp med sig till det infrusna skeppet utanför hamnen. 
Men isen vill inte ge med sig, havet öppnar sig inte för ogärningsmän. Först när de tre skyldiga har blivit fängslade och förda i land, börjar isen dåna ute till havs. Då kommer också ett långt tåg med kvinnor från Marstrand ut till skeppet för att hämta Elsalills döda kropp. 
Med facklor i händerna för de henne sedan in till staden medan isen börjar bryta upp och bana väg ut för fartyget. Nu står all havets portar öppna.

## Om filmen
Filmen premiärvisades 22 september 1919 i Göteborg, Helsingborg, Malmö och Stockholm. Den spelades in vid Svenska Biografteaterns ateljé på Lidingö med exteriörer från Lidingö, Värtahamnen, Furusund, Skutskär och Sollefteåtrakten av J. Julius. Som förlaga har man Selma Lagerlöfs berättelse Herr Arnes penningar som först publicerades som följetong i tidningen Idun 1903, den utgavs i bokform 1904. 
År 2007 gavs en restaurerad version av filmen ut i en box tillsammans med fem andra filmer under namnet Svenska Stumfilmsklassiker.
En nyinspelning av berättelsen gjordes i regi av Gustaf Molander 1954, under originaltiteln, Herr Arnes penningar.

## Rollista i urval

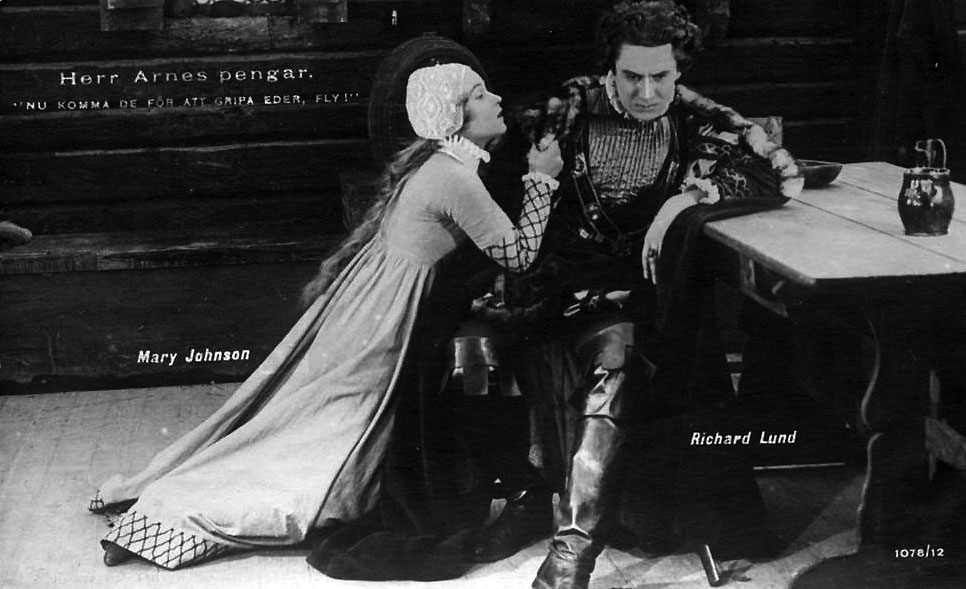
Mary Johnson och Richard Lund i Herr Arnes pengar.

- Richard Lund – Sir Archie, skotsk officer i svensk sold
- Hjalmar Selander – herr Arne, präst i Solberga
- Concordia Selander – herr Arnes hustru
- Mary Johnson – Elsalill, föräldralös flicka, fosterbarn hos herr Arne
- Wanda Rothgardt – Berghild, herr Arnes sondotter, Elsalills fostersyster
- Axel Nilsson – Torarin, fiskmånglare
- Jenny Öhrström-Ebbesen – mor Katri, Torarins mor
- Erik Stocklassa – Sir Filip, skotsk officer, kamrat till Sir Archie
- Bror Berger – Sir Donald, skotsk officer, Sir Archies andre kamrat
- Gustav Aronson – skeppare på det infrusna fartyget
- Stina Berg – värdinna på Rådhuskällaren
- Gösta Gustafson – hjälppräst hos herr Arne
- Georg Blomstedt – gästgivaren på Branehögs gästgivaregård
- Yngwe Nyquist – kolaren
- Josua Bengtson – fångvaktaren

## DVD
Filmen finns utgiven på DVD.

### Fotnoter
1. ↑  ”Filmen på SFDb”. Svensk filmdatabas. http://www.sfi.se/sv/svensk-filmdatabas/Item/?type=MOVIE&itemid=3473. Läst 6 december 2012.